# Sauðahnúkur (berg i Island, Norðurland eystra, lat 66,00, long -17,06)
Sauðahnúkur är ett berg i republiken Island. Det ligger i regionen Norðurland eystra, 300 km nordost om huvudstaden Reykjavík. 
Trakten runt Sauðahnúkur är nära nog obefolkad, med mindre än två invånare per kvadratkilometer. Närmaste större samhälle är Húsavík, omkring 14 kilometer väster om Sauðahnúkur. Trakten runt Sauðahnúkur består i huvudsak av gräsmarker.